# Корі Докторов

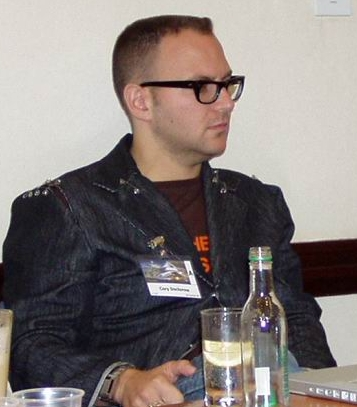
Корі Докторов

Корі Докторов (Доктороу, англ. Cory Doctorow, 17 липня 1971) — канадський письменник, автор наукової фантастики, журналіст та блоґер.

## Життя та діяльність
Докторов є одним з редакторів блогу про технології, культуру та політику BoingBoing. Він відомий виступами за пом'якшення законів про авторське право та є поборником ідеї Creative Commons, під чиїми ліцензіями випущено декілька його книжок. Для багатьох користувачів всесвітньої павутини Докторов відомий як письменник, науковий фантаст, який свої твори публікує в інтернеті і дозволяє безкоштовне користування ними.
У журналістському середовищі Корі знають як колумніста New York Times, Wired і багатьох інших онлайнових та офлайнових видань. У сфері новітніх технологій і, зокрема, вільного програмного забезпечення він працював директором європейського відділення Electronic Frontier Foundation, бере участь у роботі EFF та інших громадських організацій, є членом ради директорів Technorati, Inc.
Окрім згадуваного уже BoingBoing, він має також персональну сторінку, котру наповнює з 7 квітня 2005 року.
Докторов почав свою письменницьку кар'єру з оповідань у жанрі наукової фантастики і кіберпанку, відразу заявивши про себе, як про одного з лідерів фантастів «нової хвилі». На пострадянському просторі найвідомішими стали його твори «Земля сисадмінів» (в творі згадується Вікіпедія) та «Виґуґлений». Корі Докторов здобув премію імені Джона Кемпбелла за роман «Менший брат».
У 2004 році Докторов написав есей «Wikipedia: A Genuine H2G2-Minus the Editors» присвячений Вікіпедії, який був опублікований у збірнику «The Anthology at the End of the Universe».
Дружина Корі Докторова Еліс Тейлор — телеведуча, блоґер, геймер. У 2008 у них народилась донька, яку назвали Поезія Емеліна Фібоначчі Наутилус Тейлор Докторов.
У грудні 2009 року завдяки Корі Докторову була помічена у США знаменита пісня італійського співака Адріано Челентано — «Prisencolinensinainciusol» (1972). Докторов назвав пісню у своєму блогу «Boing Boing» попередницею репу, а самого Челентано «легендою, піонером музичної інновації», композиція стала відомою як інтернет-мем.
У листопаді 2022 року Докторов опублікував допис у своєму блозі, у якому йшлося про закономірне зниження якості онлайн-платформ, що функціонують як двосторонні ринки. На позначення цього явища він вжив слово згівняння (англ. enshittification), яке згодом підхопили інші видання, а Американське діалектне товариство обрало цей термін словом 2023 року..

## Вибрані твори
- 2000 - «The Complete Idiot's Guide to Publishing Science Fiction» (спільно з Карлом Шредером)
- 2005 — «Хтось приходе до міста, хтось йде з міста[en]» (англ. Someone Comes to Town, Someone Leaves Town)
- 2008 — «Менший брат» (англ. Little Brother)
- 2012 — «Піратський кінотеатр[en]» (англ. Pirate Cinema)
- 2013 — «Батьківщина[en]» (англ. Homeland)
- 2017 — «Відходити[en]» (англ. Walkaway)